# Shanghe, Chongqing
Shanghe (kinesiska: 上和) är en köping i sydvästra Kina. Den ligger i stadsdistriktet Tongnan i storstadsområdet Chongqing, omkring 91 kilometer nordväst om det centrala stadsdistriktet Yuzhong. Antalet invånare är 20 654. Befolkningen består av 9 956 kvinnor och 10 698 män. Barn under 15 år utgör 22,0 %, vuxna 15-64 år 63 %, och äldre över 65 år 13,0 %.